# Mitracarpus rizzinianus
Mitracarpus rizzinianus là một loài thực vật có hoa trong họ Thiến thảo. Loài này được Machado mô tả khoa học đầu tiên năm 1954.